# Menetou-Salon

Menetou-Salon este o comună în departamentul Cher, Franța. În 1 ianuarie 2022 avea o populație de 1.618 de locuitori.